# 日本人選手のメジャーリーグ挑戦
日本人選手のメジャーリーグ挑戦（にほんじんせんしゅのメジャーリーグちょうせん）とは、日本のアマチュアおよびプロ野球選手が、メジャーリーグベースボール（以下、MLB）所属球団や、MLB傘下のマイナーリーグ所属球団などと契約し、MLBのアクティブロースター入りに挑む経緯や、MLBで戦う日本人選手の状況や業績などを指す。
本項では日本人選手がMLB所属または傘下のマイナーリーグ所属球団と契約しMLB公式戦デビューに至るまでの経緯に焦点を当てて記述する。
なお、下記で取り扱う一連の動向の実態は所属選手の移籍であり、日本野球界とMLBの格差を意図したものではないが、MLB球団への移籍を模索していた1984～1985年の江夏豊や1994～1995年の野茂英雄をめぐる報道では「挑戦」として報じられることが多く見られ、後進の日本人選手についても2025年現在に至るまでそうした報道が一貫して見られるため、本項においてもそれに準じる。
日本人選手のMLB公式戦デビュー日を掲載。ここでは日本人選手とは、国籍を問わず「幼少期から日本で主に教育を受けてきた選手」と定義する。
日本国籍を有していても、アメリカ等の日本国外で一貫して生活して日本プロ野球を経験せず、マイナーリーグからメジャー昇格した経験のある二重国籍の日系人選手や、野球協約の第82条の5項のいずれにも該当しないような場合（大半が海外生活のマイケル中村や加藤豪将など）や、該当する場合でも遅くとも高校生以上で日本に在住して、かつ日本に帰化していない選手（主に台湾出身者や日系外国人）はここでは含まない。
| 年     | 選手           | 守備       | デビュー   | 球団       | 備考                                                                                                 |
| ------ | -------------- | ---------- | ---------- | ---------- | --- |
| 1964年 | 村上雅則       | 投手       | 9月1日     | SF         | パ・リーグ球団出身で野球留学からスカウトされる。史上初の日本人メジャーリーガー。                     |
| 1995年 | 野茂英雄       | 投手       | 5月2日     | LAD        | 30シーズンぶり、日本人2人目のメジャーリーガー。事実上、日本人選手のメジャー挑戦のパイオニアに。      |
| 1996年 | マック鈴木     | 投手       | 7月7日     | SEA        | 日本球界経験がない初の選手。ア・リーグ初の日本人メジャーリーガー。                                   |
| 1997年 | 長谷川滋利     | 投手       | 4月5日     | ANA        | 金銭トレードによるメジャー移籍は日本人史上初。                                                       |
| 1997年 | 柏田貴史       | 投手       | 5月1日     | NYM        | 野球留学からのメジャー入り。セ・リーグ球団出身初のメジャーリーガー。                                 |
| 1997年 | 伊良部秀輝     | 投手       | 7月10日    | NYY        | ロッテからパドレスを経て事実上の三角トレードでヤンキース入団。                                       |
| 1998年 | 吉井理人       | 投手       | 4月5日     | NYM        | FA権の行使によるメジャー移籍は日本人史上初。                                                         |
| 1999年 | 木田優夫       | 投手       | 4月5日     | DET        | FA権を行使。                                                                                         |
| 1999年 | 大家友和       | 投手       | 7月19日    | BOS        | 自由契約からメジャー昇格。                                                                           |
| 2000年 | 佐々木主浩     | 投手       | 4月5日     | SEA        | FA権を行使。                                                                                         |
| 2001年 | イチロー       | 外野手     | 4月2日     | SEA        | ポスティングシステムでの移籍は日本人史上初。1312万5000ドルで落札。野手としても日本人史上初。         |
| 2001年 | 新庄剛志       | 外野手     | 4月3日     | NYM        | FA権を行使。野手でFA行使による移籍は初。                                                             |
| 2002年 | 野村貴仁       | 投手       | 4月3日     | MIL        | 自由契約から。                                                                                       |
| 2002年 | 小宮山悟       | 投手       | 4月4日     | NYM        | FA権を行使。                                                                                         |
| 2002年 | 石井一久       | 投手       | 4月6日     | LAD        | ポスティング。1126万4055ドルで落札。                                                                 |
| 2002年 | 田口壮         | 外野手     | 6月10日    | STL        | FA権を行使。                                                                                         |
| 2003年 | 松井秀喜       | 外野手     | 3月31日    | NYY        | FA権を行使。                                                                                         |
| 2004年 | 松井稼頭央     | 内野手     | 4月6日     | NYM        | FA権を行使。内野手としては日本人史上初。                                                             |
| 2004年 | 大塚晶則       | 投手       | 4月6日     | SD         | ポスティング。30万ドルで落札。                                                                       |
| 2004年 | 高津臣吾       | 投手       | 4月9日     | CWS        | FA権を行使。                                                                                         |
| 2004年 | 多田野数人     | 投手       | 4月27日    | CLE        | スキャンダルによって日本のドラフトで指名されず渡米。                                                 |
| 2005年 | 井口資仁       | 内野手     | 4月4日     | CWS        | 自由契約から。                                                                                       |
| 2005年 | 藪恵壹         | 投手       | 4月9日     | OAK        | FA権を行使。                                                                                         |
| 2005年 | 中村紀洋       | 内野手     | 4月10日    | LAD        | ポスティング。金額非公表で落札。                                                                     |
| 2006年 | 城島健司       | 捕手       | 4月3日     | SEA        | FA権を行使。捕手としては日本人史上初。                                                               |
| 2006年 | 斎藤隆         | 投手       | 4月9日     | LAD        | 自由契約から。                                                                                       |
| 2007年 | 岩村明憲       | 内野手     | 4月2日     | TB         | ポスティング。450万ドルで落札。                                                                      |
| 2007年 | 岡島秀樹       | 投手       | 4月2日     | BOS        | FA権を行使。                                                                                         |
| 2007年 | 松坂大輔       | 投手       | 4月5日     | BOS        | ポスティング。5111万1111ドル11セントで落札。                                                         |
| 2007年 | 井川慶         | 投手       | 4月7日     | NYY        | ポスティング。2600万194ドルで落札。                                                                  |
| 2007年 | 桑田真澄       | 投手       | 6月10日    | PIT        | 自由契約から。                                                                                       |
| 2008年 | 福留孝介       | 外野手     | 3月31日    | CHC        | FA権を行使。                                                                                         |
| 2008年 | 福盛和男       | 投手       | 3月31日    | TEX        | FA権を行使。                                                                                         |
| 2008年 | 小林雅英       | 投手       | 4月2日     | CLE        | FA権を行使。                                                                                         |
| 2008年 | 黒田博樹       | 投手       | 4月4日     | LAD        | FA権を行使。                                                                                         |
| 2008年 | 薮田安彦       | 投手       | 4月5日     | KC         | FA権を行使。                                                                                         |
| 2009年 | 上原浩治       | 投手       | 4月8日     | BAL        | FA権を行使。                                                                                         |
| 2009年 | 川上憲伸       | 投手       | 4月11日    | ATL        | FA権を行使。                                                                                         |
| 2009年 | 高橋建         | 投手       | 5月2日     | NYM        | FA権を行使。40歳でのメジャーデビューは日本人最年長。                                                 |
| 2009年 | 田澤純一       | 投手       | 8月7日     | BOS        | 日本球界入り及び日本のドラフトを拒否し渡米。                                                         |
| 2010年 | 高橋尚成       | 投手       | 4月7日     | NYM        | FA権を行使。                                                                                         |
| 2010年 | 五十嵐亮太     | 投手       | 4月8日     | NYM        | FA権を行使。                                                                                         |
| 2011年 | 西岡剛         | 内野手     | 4月1日     | MIN        | ポスティング。532万9000ドルで落札。                                                                  |
| 2011年 | 建山義紀       | 投手       | 5月24日    | TEX        | FA権を行使。                                                                                         |
| 2012年 | 青木宣親       | 外野手     | 4月6日     | MIL        | ポスティング。250万ドルで落札。                                                                      |
| 2012年 | 川﨑宗則       | 内野手     | 4月7日     | SEA        | FA権を行使。                                                                                         |
| 2012年 | ダルビッシュ有 | 投手       | 4月9日     | TEX        | ポスティング。日本人史上最高額の5170万3411ドルで落札。                                               |
| 2012年 | 岩隈久志       | 投手       | 4月20日    | SEA        | FA権を行使。                                                                                         |
| 2013年 | 藤川球児       | 投手       | 4月1日     | CHC        | FA権を行使。                                                                                         |
| 2013年 | 田中賢介       | 外野手     | 7月9日     | SF         | FA権を行使。                                                                                         |
| 2014年 | 田中将大       | 投手       | 4月4日     | NYY        | ポスティング。新制度成立後初の行使。譲渡金額2000万ドル。                                             |
| 2014年 | 和田毅         | 投手       | 7月8日     | CHC        | FA権を行使。                                                                                         |
| 2015年 | 村田透         | 投手       | 6月28日    | CLE        | 自由契約から。                                                                                       |
| 2016年 | 前田健太       | 投手       | 4月6日     | LAD        | ポスティング。譲渡金額2000万ドル。                                                                   |
| 2017年 | 該当者なし     | 該当者なし | 該当者なし | 該当者なし | 中後悠平が挑戦していたが結果実らず。                                                                 |
| 2018年 | 大谷翔平       | 投手       | 3月29日    | LAA        | ポスティング。                                                                                       |
| 2018年 | 平野佳寿       | 投手       | 3月29日    | ARI        | FA権を行使。                                                                                         |
| 2018年 | 牧田和久       | 投手       | 3月30日    | SD         | ポスティング。                                                                                       |
| 2019年 | 菊池雄星       | 投手       | 3月21日    | SEA        | ポスティング。日本（東京ドーム）でメジャーデビューを果たした選手は日本人史上初。                     |
| 2020年 | 秋山翔吾       | 外野手     | 7月24日    | CIN        | FA権を行使。秋山のレッズ入団により、現存するメジャー30球団全てが日本人選手所属歴を持つことになった。 |
| 2020年 | 筒香嘉智       | 内野手     | 7月24日    | TB         | ポスティング。                                                                                       |
| 2020年 | 山口俊         | 投手       | 7月26日    | TOR        | ポスティング。初のFAで移籍した経歴を持つメジャーリーガー。                                           |
| 2021年 | 澤村拓一       | 投手       | 4月2日     | BOS        | FA権を行使。                                                                                         |
| 2021年 | 有原航平       | 投手       | 4月3日     | TEX        | ポスティング。                                                                                       |
| 2022年 | 鈴木誠也       | 外野手     | 4月7日     | CHC        | ポスティング。                                                                                       |
| 2023年 | 吉田正尚       | 外野手     | 3月30日    | BOS        | ポスティング。                                                                                       |
| 2023年 | 藤浪晋太郎     | 投手       | 4月1日     | OAK        | ポスティング。                                                                                       |
| 2023年 | 千賀滉大       | 投手       | 4月2日     | NYM        | FA権を行使。育成選手ドラフト出身の選手では初のメジャーリーガー。                                     |
| 2024年 | 松井裕樹       | 投手       | 3月20日    | SD         | FA権を行使。                                                                                         |
| 2024年 | 山本由伸       | 投手       | 3月21日    | LAD        | ポスティング。                                                                                       |
| 2024年 | 今永昇太       | 投手       | 4月1日     | CHC        | ポスティング。                                                                                       |
| 2024年 | 上沢直之       | 投手       | 5月2日     | BOS        | ポスティングでレイズとマイナー契約を締結後、移籍を経てメジャー昇格。                                 |
| 2025年 | 菅野智之       | 投手       | 3月30日    | BAL        | FA権を行使                                                                                           |
| 2025年 | 佐々木朗希     | 投手       | 3月19日    | LAD        | ポスティング                                                                                         |
| 2025年 | 小笠原慎之介   | 投手       | 7月7日     | WSH        | ポスティング                                                                                         |

メジャー契約をしながらメジャーデビューに至らなかった選手として、水尾嘉孝、森慎二、入来祐作、中島裕之の4例がある。

## MLB球団への入団方法

### NPB在籍選手

#### ポスティング
所属しているNPB球団に、ポスティングシステムの行使を申請してメジャー移籍を目指すという方法。移籍手続きの方式は、封印入札方式（2011年オフまで）、譲渡金額を所属球団が設定する方式（2013年オフから2017年オフまで）、選手年俸総額・譲渡金連動方式（2018年オフ以降）へと変遷している。
MLBは2016年以降、国内選手保護の目的で25歳未満かプロ6年未満の海外選手獲得時に契約金や契約内容に制限をかける「25歳ルール」を敷いており、この条件に該当する選手の場合はマイナー契約を結ぶことが義務付けられている。過去には高卒5年目の大谷翔平（2017年オフ）と佐々木朗希（2024年オフ）が同ルールの対象者となり、いずれもいったんマイナー契約を結んだのち開幕前にメジャー昇格を果たしている。

#### FA権を行使
NPBでフリーエージェントの権利（海外FA権）を取得後、それを行使して移籍するという方法。これにより、当該選手は獲得を希望する球団と直接交渉ができる。
現行制度では、NPB球団に最低でも9シーズンは在籍しなければならないため、選手にとってはポスティングシステムの行使と比較して若い年齢でのメジャー移籍が難しい。またNPB球団にとっては、国内の他球団へ移籍する場合と異なり移籍補償が得られないというデメリットがある。

#### 自由契約
在籍しているNPB球団に自ら頼んで自由契約の公示をしてもらうか（斎藤隆、大家友和、井口資仁）、NPB球団に契約を更新されずに（いわゆる戦力外通告・解雇）自由契約公示され（野村貴仁、桑田真澄、村田透）、MLB球団と交渉したり、トライアウトを受けるなどしてメジャー球団との契約を目指すという方法がある。
MLBでの評価が高い選手は、希望球団と直接交渉できる。NPB球団側にメリットがないため、チームの看板選手がこの方法でメジャー移籍を目指すのは極めて稀で、契約の席で球団幹部と覚書を交わしたとされる井口資仁のように、契約上の特約条項から自由契約にされるケースは例外的である。

#### その他
1990年代までは、日本のプロ野球球団に所属する選手がメジャーリーグに挑戦するための環境が未整備であった。日本の球団が保有権を持ったままMLB傘下のマイナーリーグでプレーする、いわゆる野球留学が、盛んになされていた（当時は支配下登録枠が60人であったため、NPBの試合に出る機会のない留学選手は枠を空けるために任意引退公示されることも多かった）が、現在は日米で保有権の問題があり禁止されている（野球協約68条2項）。
- 村上雅則は、マイナーリーグへの野球留学に参加し、そこで好成績を残してメジャーに昇格した。村上の保有権に関しては、ルールが未整備だったこともあってサンフランシスコ・ジャイアンツと南海ホークスとの間で問題となり、最終的に日本のコミッショナーが妥協案を示して南海ホークスに復帰している。
- 野茂英雄は、近鉄を任意引退する形で退団してMLBに移籍している。
- 長谷川滋利は、米球界行きに理解のあったオリックス球団がアナハイム・エンゼルスとの金銭トレードを図り、円満交渉の末に移籍した。オリックス球団からは任意引退公示されたため、日本に戻るときはオリックス球団が保有権を有する。
- 柏田貴史は、読売ジャイアンツの選手という資格でニューヨーク・メッツの春季キャンプに参加し、メッツの幹部から獲得を申し込まれ、球団が了承して金銭トレードという形で移籍している。巨人からは自由契約公示されたため、同年オフにメッツから解雇された際は、日米のどの球団と契約できる立場であったが、巨人に復帰。
- 伊良部秀輝は、独占交渉権を譲渡された後、代理人を雇って大型トレードを仕掛けるという方法で希望通りヤンキース入団を果たしている（伊良部メジャーリーグ移籍騒動）。

### NPB球団に経由せずにMLB球団へ入団
日本のアマチュアに属していた選手が、NPB球団に一度も所属せずにメジャーリーグへ挑戦するケースがある。過去にはマック鈴木、多田野数人、田澤純一がメジャーデビューを果たした。なお、NPB球団に在籍経験がなく、MLB（傘下）でプレーした日本人選手がNPB球団でプレーする場合は、ドラフト会議の指名を受けることが義務付けられている。
主に以下のように2つに分類できる。
MLB球団からのドラフト指名
条件を満たす選手はドラフト対象としてMLB球団から指名されることがある。高校まで日本で過ごした選手がMLBドラフトで指名を受け契約を結んだケースは、過去には2002年にコロラド・ロッキーズから指名を受けた坂本充と、2009年にワシントン・ナショナルズから指名を受けた鷲谷修也の2例があるが、いずれもメジャー昇格には至らず引退している。2023年に日本の花巻東高校の主力打者として高校通算最多本塁打記録を樹立した選手（佐々木洋監督の長男）がアメリカの大学進学の意向を表明した際には、将来的にドラフト対象としてMLB球団から指名されることを意図したものであると伝えられた。
国際フリーエージェントとしてMLB球団と契約
MLBのドラフト対象でない選手は国際フリーエージェントとして満16歳からMLB球団と契約が可能になる。アマチュア時代またはMLB・NPB以外のプロ野球（ドラフト対象地区以外の独立リーグも含む）での活躍が目に止まりMLB球団からオファーが来る例と、現地でトライアウトを受けるなど自ら売り込んでMLB球団と契約する例がある。既にNPBのドラフトで指名されている選手についても同様に契約可能であるが、田澤純一がMLB挑戦を表明した際にはNPBドラフトで指名された選手が入団を拒否してMLBに挑戦し将来日本復帰を望んだ場合、無条件での復帰を許容して良いかが議論となった（結局、田澤の日本球界入り拒否の意向を受けて田澤を指名する球団はなかった）。なお、1年目からメジャー契約を締結した例は田澤のみである。

## 主な日本人メジャーリーガーの入団経緯

### 村上雅則
を約束。1964年、村上ら3選手はサンフランシスコ・ジャイアンツの傘下1Aフレスノへ野球留学。同年の8月31日、フレスノで大活躍をしていた村上は、2A、3Aを飛び越えてのメジャー昇格を突如言い渡され、日本人初のメジャーリーガーとなった。

### マック鈴木
1992年、高校中退し、団野村よりアメリカ留学を勧められ渡米。マイナーリーグのチームに練習生として参加し、1993年にシアトル・マリナーズとマイナー契約を結ぶ。1996年にメジャーデビューを果たし、NPBを経ずにメジャーに昇格した初の日本人選手となった。

### 野茂英雄
1994年オフに当時所属していた近鉄バファローズに対して「複数年契約」と「代理人制度」を希望するが、球団はこれを認めず交渉が決裂。近鉄退団とメジャーリーグ移籍を決意する。マスコミのバッシングを受ける中で任意引退して渡米。ロサンゼルス・ドジャースと年俸10万ドルでマイナー契約を経て、メジャーデビューを果たす。

### 伊良部秀輝
1996年オフ、ニューヨーク・ヤンキースへの移籍を熱望。当時所属していた千葉ロッテマリーンズがサンディエゴ・パドレスに独占交渉権を譲渡するが、伊良部は日本球界で代理人制度が認められていなかった中で代理人の団野村と契約しヤンキース移籍を目指す。1997年5月に伊良部の意向が認められ、パドレスとの2対3のトレードでヤンキース入りを果たす。この一件により、伊良部は多くのメディアに否定的な報道をされた。

### イチロー
1999年オフ、MLB球団への移籍を当時所属していたオリックス・ブルーウェーブに要望するが、受け入れられず。2000年オフに日本人選手で初めてポスティングシステム（入札制度）を行使。シアトル・マリナーズが約1312万ドルで落札し、3年総額1400万ドルで契約を結ぶ。日本人野手として初のメジャーリーガーが誕生するとともに、以降メジャーリーグ移籍の手段としてのポスティングシステムが注目された。

### 新庄剛志
2000年8月に取得した初めてのフリーエージェント (FA) 権を11月9日に行使してFA宣言。横浜およびヤクルトとの交渉が報道された。シーズン中より残留交渉を重ねてきた阪神が当年の好成績の評価と、人気選手を引き止めようとして提示した条件は、他球団より好条件となる5年契約総額12億円（金額は推定）であった。 しかし新庄の決断は交渉をしていた阪神の球団関係者も予想できなかったところである、かねてより移籍志望を抱いていたMLBのニューヨーク・メッツへの移籍となった。契約内容は、契約金30万ドル（日本円換算で当時約3300万円）・年俸20万ドル（同2200万円、当時のメジャー選手最低保障額）プラス出来高払い50万ドル（同5500万円）の3年契約であった。シーズン中にはメッツの大慈彌功スカウトやオマー・ミナヤGM補佐も試合を視察していたが、移籍交渉の事実はメッツ側の意向で公表されていなかった。シアトル・マリナーズへ移籍したイチロー外野手と共に日本人野手（投手以外）として初めてMLBの球団へ在籍することとなった。12月11日の契約締結後の移籍発表会見では「やっと自分に合った野球環境が見つかりました。その球団とは、ニューヨーク・メッツです。」と発言した。背番号は阪神時代と同じ「5」に決まった。

### 多田野数人
2002年のドラフト会議で自由獲得枠での指名が確実と言われていたが、肩の故障などの理由によりこの年のドラフトでは指名がなく、野球ができる環境を求めて単身渡米。クリーブランド・インディアンスのトライアウトを受けて合格し、マイナーリーグから這い上がり2004年4月にメジャー昇格を果たした。

### 松坂大輔
2004年オフにポスティングシステムを使ってのメジャーリーグ移籍を希望したが、球団からFA権取得までの残留を要請され、最終的に「来年、周囲が認める成績を出したら意思を尊重する」とされた。2005年オフに再びポスティングシステムの行使を球団に申請したが否認される。2006年オフにポスティングシステムの行使が球団から容認され、当時の史上最高落札額となる約5111万ドルで落札したボストン・レッドソックスが交渉権を獲得。しかし、レッドソックスの提示した契約と、代理人のスコット・ボラスが提示した契約の差額が大きいことから交渉が難航し、交渉期限当日に6年総額5200万ドルで契約を結んだ。

### 田澤純一
2008年のドラフト会議での上位指名が確実視されていたが、同年9月に記者会見でメジャーリーグ挑戦の意思を表明し、日本プロ野球12球団宛にドラフト指名を見送るよう求める文書を送付した。このためドラフトでの指名はなく、12月にボストン・レッドソックスと3年総額400万ドルのメジャー契約を結び、日本のプロ野球を経由せずに直接メジャー契約を結んだ初の日本人選手となった。
この件をきっかけに、有力選手のドラフト拒否による海外球団への契約が続出してドラフト制度が空洞化することを懸念したNPB側は、日本プロ野球のドラフトを拒否して海外球団と契約した選手は、海外球団退団後の一定期間、日本プロ野球12球団と契約することを認めないルールを導入した。なお、日本を生活拠点とする関係上、日本プロ野球と海外プロ野球の双方でドラフト指名の対象となる在日外国人および外国系日本人選手の扱いについては明確にされていなかった。
田澤が帰国してルートインBCリーグ・埼玉武蔵ヒートベアーズでプレーした2020年に、日本プロ野球選手会の要望と育成環境の変化を受けてこのルールが撤廃され、本人もNPB球団からドラフト指名された際には入団に前向きな意向を示していたが、結果的に同年のドラフト会議では指名されなかった。その後2021年に台湾プロ野球・味全ドラゴンズに移籍した。
なお、ドラフト指名漏れとなった後、海外球団に入団した選手や、学生時代から海外を主な生活拠点とした選手が退団・帰国した場合には、この制限が適用されていない。

### ダルビッシュ有
2010年からポスティングシステムでのメジャーリーグ移籍の可能性が報じられ、実際にメジャー球団が獲得のための資金を用意したことも報じられたが、1年契約を結び残留。翌2011年にもシーズン中からメジャーリーグ移籍の可能性が盛んに報じられ、中でも共同通信社は『ダルビッシュが今オフに米大リーグ移籍を目指す意思を固めていることがわかった』とも報じたが、自身のブログで「何も決まっていない」と否定。シーズン終了後の同年12月にポスティングシステムを行使してメジャーリーグ移籍を決断し、テキサス・レンジャーズが史上最高落札額となる約5170万ドルで落札。1月に6年総額6000万ドルで契約を結び、契約後には「所属した北海道日本ハムファイターズのファンをはじめとした日本のみなさんに感謝の気持ちを伝えたい」として日本ハム退団会見を開き、メジャーリーグ移籍へ至った心境の変化を明かした。

### 田中将大
2012年に将来的なメジャーリーグ挑戦志向を表明。翌2013年にはギネス世界記録となる連勝記録を樹立し、レギュラーシーズンでは24勝0敗1セーブを記録する活躍で、当時の所属球団である東北楽天ゴールデンイーグルス初の日本シリーズ制覇に貢献。シーズン中からポスティングシステムでのメジャーリーグ移籍の可能性が盛んに報じられたが、ポスティングシステムは前年に失効。新制度作成の協議が12月まで続いたため、新制度発表後の12月17日に移籍希望を正式に表明。所属球団の楽天は、新制度では譲渡金に上限が設けられたデメリットについて「金額上限設定が不明確。選手を保有する球団としては、極めて不平等なシステム」という意見を表していたが、同月25日には「入団以来7年間の活躍を十分に考慮し、ポスティングシステムの申請を行う決断をいたしました」と新制度成立後初のポスティングシステム行使を容認。数球団との交渉を経て、1月22日にニューヨーク・ヤンキースと7年総額1億5500万ドルで契約を結んだ。

## その他の例
- 1978年、小川邦和は読売ジャイアンツを退団して、渡米。1979年 - 1980年の間マイナーリーグでプレーしメジャー昇格を試みるが、メジャーに出場できないまま帰国し、広島東洋カープに入団、日本球界に復帰した。
- 1978年、法政大学卒業後にクラウンライターライオンズからのドラフト1位指名を拒否して作新学院職員の身分でアメリカの南カリフォルニア大学に留学していた江川卓（後に読売ジャイアンツに入団）はアラスカのサマーリーグにアンカレッジ所属として参加する等した際にロサンゼルス・ドジャーズから契約を誘われたが、第一志望の読売ジャイアンツの入団を優先したことで断った。
- 1983年、前年に球団とのトラブルで阪神タイガースを退団した若菜嘉晴がニューヨーク・メッツのスプリングキャンプに参加。開幕メジャー入りは適わず3Aタイドウォーターでコーチ兼任としてプレーし、シーズン途中に大洋ホエールズに入団。日本球界に復帰した。
- 1984年オフ、山本和行（阪神タイガース）がメジャーへの移籍希望を表明した。当時はFA制度もポスティングシステムもなかったため、移籍に関連する様々な問題をクリアできず、最終的には渡米を断念した。山本は事前にロサンゼルス・ドジャースとの間でさまざまな交渉を行っており、あとは契約と保有権の手続きを済ませれば移籍が実現するところまで漕ぎ着けていたとも言われている。
- 1984年オフ、江夏豊が西武ライオンズを退団して渡米。1985年、ミルウォーキー・ブルワーズのスプリングトレーニングに参加したが開幕メジャーはならず、現役を引退。
- 1988年、中日ドラゴンズ所属の山本昌が球団の交流関係を保つためとして、ロサンゼルス・ドジャース傘下のマイナーリーグ (1A) のベロビーチ・ドジャースでプレーして先発ローテーションに定着。ついには1Aのオールスターゲームまで呼ばれるようになったが、それを見た対戦相手の数球団のスカウトが評価、メジャーリーグのロースター入りについて中日ドラゴンズへ打診までなったが、中日ドラゴンズが山本がメジャー球団が評価する選手になったと判断して、その時点での先発投手事情を優先する形で山本を帰国させて中日の一軍に合流したため、メジャーリーグのロースター入りは実現しなかった。
- 1993年オフ、大野豊（広島東洋カープ）の獲得を、カリフォルニア・エンゼルスが球団に正式に申し入れたことがある。本人は、当時38歳という野球選手として高齢であることを理由にこれを固辞。メジャー球団から日本人選手への公式オファーは、これが史上初のことであった。
- 1996年に日本プロ野球での現役を引退して、フジテレビ・ニッポン放送で野球解説者を務めた水野雄仁が、メジャーリーグでのプレーを目指して巨人との間で任意引退から自由契約に変更の手続きをした上で現役復帰を目指し、1997年秋にドミニカのウィンターリーグに参加。1998年にはサンディエゴ・パドレスのスプリングキャンプに参加したがメジャー入りはならず、選手生活を終え、フジテレビ・ニッポン放送の解説者に復帰した。
- 1996年に前田勝宏（西武ライオンズ）がヤンキース傘下に入団、AAAまで昇格したがメジャーデビューは果たせず帰国。
- 1997年オフ、FA権を取得した野村謙二郎（広島東洋カープ）に対し、タンパベイ・デビルレイズが獲得に名乗りを挙げた。周囲の説得などもあり、野村は最終的にFA宣言をせず広島に残留した。
- 2000年オフ、FA宣言した川崎憲次郎（ヤクルトスワローズ）がボストン・レッドソックス等と交渉するも決裂。理由は「家族」と離れられなかったと云うのが本人の弁だった。
- 2000年オフ、阪神を自由契約となった佐々木誠がメジャーのトライアウトを受け、デトロイト・タイガースなどからマイナー契約での打診を受けた。しかし、球団には就労ビザを発給する一定の枠があり、マイナー契約の選手にその枠を利用することに難色が示されたため移籍は実現しなかった。その後佐々木は、アメリカ独立リーグのソノマ・カウンティクラッシャーズで1年間プレーした。
- 2001年オフに谷繁元信（横浜ベイスターズ）が捕手として初めてメジャーへの移籍を希望。シアトル・マリナーズの日本人オーナー山内溥が「イチローに続くスター選手」として獲得の意志を示したが契約には至らず、中日ドラゴンズと契約した。
- 2018年にシニア日本代表の投手だった結城海斗をカンザスシティ・ロイヤルズがマイナー契約[6]し、日本人史上最年少[7]の16歳2カ月での契約となった。中学時代は河南リトルシニアに所属しており、中学校はダルビッシュ有と同じ峰塚中学に通っていた[8]。ロイヤルズ入団後は故障もあって公式戦の登板はなく、2021年にロイヤルズを自由契約[9]、同年に現役引退[10]となった。

## 備考

### 「日本人選手」の定義面
- 日本で出生して教育を受け、外国人枠の適用を受けずに日本人に準じた立場でNPBでプレーした定住外国人（在日韓国・朝鮮人など日本名の通名使用・本名使用を問わず外国籍であることを正式に公表している特別永住者の選手[注 6]や、日本人と外国人の間に日本国内で出生・定住、または外国で出生しても短期間で日本に移住しつつ、様々な事情で外国籍となった選手[注 7]、日本人の血統かつ日本で出生・定住しながら、本人および家族の意向により外国籍となった選手[注 8]、両親とも特別永住者以外の定住外国人（欧米・アフリカ・中東系・日韓国交回復後に来日して定住した韓国人など）で日本に帰化していない選手など）や、両親とも日系及び特別永住者を含む外国人系の帰化日本人（出自を公表している定住外国人系や、来日後に帰化した両親のもとに生まれた、あるいは出生後に家族で帰化した選手[注 9]）、高校生以上で来日して、その後日本に帰化したNPB在籍選手については、現在のところメジャー挑戦を実行した例はない。

### 選手以外での挑戦例
- 2022年シーズンより、千葉県館山市出身の植松泰良がサンフランシスコ・ジャイアンツのアシスタントコーチに就任することが発表された。（本項が定義するところの）日本人がMLB球団でフルタイムのコーチに就任するのは初の事例となる[11]。

## 主な記録
- 最年少メジャーデビュー（投手）：村上雅則（20歳118日）
- 最年少メジャーデビュー（野手）：大谷翔平（23歳267日）
- 最年長メジャーデビュー：高橋建（40歳21日）
- ノーヒットノーラン：野茂英雄（1996年、2001年）、岩隈久志（2015年）
- サイクル安打：大谷翔平（2019年）
- シーズン最多勝利：松坂大輔（18勝）
- シーズン最高防御率：ダルビッシュ有（2.01）
- シーズン最高WHIP：前田健太（0.75） ※2020年ア・リーグ1位・MLB歴代2位
- シーズン最高奪三振率：ダルビッシュ有（11.89） ※2013年ア・リーグ1位・両リーグ1位
- シーズン最多奪三振：ダルビッシュ有（277個） ※2013年ア・リーグ最多奪三振・両リーグ1位
- シーズン最多投球回：野茂英雄（228.1イニング）
- シーズン最多登板：平野佳寿（75登板）
- シーズン最多セーブ：佐々木主浩（45セーブ）
- シーズン最多ホールド：大塚晶則（34ホールド） ※2004年ナ・リーグ1位
- シーズン最高打率：イチロー（.372） ※2004年ア・リーグ首位打者・両リーグ1位
- シーズン最多本塁打：大谷翔平（54本）　※2024年ナ・リーグ本塁打王
- シーズン最多打点：大谷翔平（130打点）　※2024年ナ・リーグ打点王
- シーズン最多安打：イチロー（262安打） ※2004年両リーグ1位、MLB記録
- シーズン最多二塁打：松井秀喜（45本）
- シーズン最多三塁打：イチロー（12本）
- シーズン最多四球：大谷翔平（96個）
- シーズン最多敬遠：イチロー（27個）
- シーズン最多死球：城島健司・青木宣親（13個）
- シーズン最多盗塁：大谷翔平（59個）
- シーズン最高出塁率：イチロー（.414）
- シーズン最高長打率：大谷翔平（.654）※2023年両リーグ1位
- シーズン最高OPS：大谷翔平（1.066）※2023年両リーグ1位
- オールスターゲーム初出場：野茂英雄（1995年）
- ポストシーズン初出場：野茂英雄（1995年）
- ワールドシリーズ初出場：新庄剛志（2002年）
- 日本人初のワールドシリーズ制覇：伊良部秀輝（1998年）
- 日本人初のナ・リーグ月間MVP：野茂英雄（1995年）
- 日本人初のア・リーグ月間MVP：伊良部秀輝（1998年）
- 最高球速：藤浪晋太郎（102.6mph/165.1kph）(2023年)

## 主なタイトル・表彰

### タイトル
- 首位打者：イチロー（2001年・2004年ア・リーグ）
- 最多本塁打：大谷翔平（2023年ア・リーグ、2024年ナ・リーグ）
- 最多打点：大谷翔平（2024年ナ・リーグ）
- 最多盗塁：イチロー（2001年ア・リーグ）
- 最多勝利：ダルビッシュ有（2020年ナ・リーグ）
- 最多奪三振：野茂英雄（1995年ナ・リーグ、2001年ア・リーグ）、ダルビッシュ有（2013年ア・リーグ）

### 表彰
- シーズンMVP：イチロー（2001年ア・リーグ）、大谷翔平（2021年・2023年ア・リーグ、2024年ナ・リーグ）
- ゴールドグラブ賞：イチロー（2001年 - 2010年ア・リーグ外野手）
- シルバースラッガー賞：イチロー（2001年・2007年・2009年ア・リーグ外野手）、大谷翔平（2021年・2023年ア・リーグ指名打者、2024年ナ・リーグ指名打者）
- ハンク・アーロン賞：大谷翔平（2023年・2024年ア・リーグ）
- エドガー・マルティネス賞：大谷翔平（2021年 - 2024年）
- 新人王：野茂英雄（1995年ナ・リーグ）、佐々木主浩（2000年ア・リーグ）、イチロー（2001年ア・リーグ）、大谷翔平（2018年ア・リーグ）
- オールスターゲームMVP：イチロー（2007年）
- リーグチャンピオンシップシリーズMVP：上原浩治（2013年ア・リーグ）
- ワールドシリーズMVP：松井秀喜（2009年）
- オールMLBチーム
  - ファーストチーム：ダルビッシュ有（2020年先発投手）、大谷翔平（2021年・2023年・2024年指名打者、2022年・2023年先発投手）
  - セカンドチーム：前田健太（2020年先発投手）、大谷翔平（2021年先発投手、2022年指名打者）、今永昇太（2024年先発投手）